# Antidythemis nigra
Antidythemis nigra – gatunek ważki z rodziny ważkowatych (Libellulidae). Występuje na terenie Ameryki Południowej.